# 虹野さん家のホワイトスワン
『虹野さん家のホワイトスワン』（にじのさんちのホワイトスワン）は、介錯による日本の漫画作品。『ニュータイプエース』（角川書店）の2011年Vol.1号（創刊号）に読み切り作品として連載され、以後読み切りの形で続編が毎号掲載されていたが、2012年Vol.8号（第8話）より正式な連載作品となった。

## 物語
白愛の母は正義プリンセス「レッドスカーレット」に変身して悪の組織「プラチナムX」と戦いながら、一人娘である白愛を育ててきた。ところが、その母が妊娠してしまい、白愛が正義プリンセスを受け継いで「ホワイトスワン」に変身して「プラチナムX」と戦うことになる。一方、私生活でも母が妊娠を機に交際男性と再婚することになり、白愛も男性の養女として名字が「彩我」から「虹野」に変わることになる。虹野家では男ばかりの五人兄弟が白愛を暖かく迎え入れてくれ、新婚旅行中の両親の留守を守りつつ、新しい生活が始まることになる。白愛は新しい兄弟に迷惑をかけないため、そして母親のために自分が「ホワイトスワン」であることを必死に隠そうとする。一方、虹野家の兄弟も白愛に迷惑をかけないために、父親が「プラチナムX」の大首領で、自分たちがその幹部であることを隠すこととした。
かくして、「ホワイトスワン」と「プラチナムX」は互いの正体を知らないまま、秘密を抱えて戦い続けることになる。

## 登場人物
虹野白愛（はくあ）＝ホワイトスワン
旧姓・彩我。普段は16歳の公立高校生。変身アイテムホワイトリシーラーで正義プリンセス・ホワイトスワンに変身する。虹野家では、紅葉の妹・琥珀の姉という位置づけ。
虹野碧紫（あおし）＝ダースシルバ
虹野家の長男。料理が得意な一家のまとめ役。その正体は「プラチナムX」のまとめ役ダースシルバ。
虹野浅黄（あさぎ）＝ダースイエロー
虹野家の次男。スポーツ万能で男らしい性格。その正体は「プラチナムX」の武闘派ダースイエロー。
虹野紅葉（もみじ）＝ダースレッド
虹野家の三男。空手の達人で、白愛のことをもっとも気にかけている。その正体は「プラチナムX」でも「ホワイトスワン」の好敵手“半面の貴公子”ことダースレッド。
虹野琥珀（こはく）＝ダースアンバー
虹野家の四男。白愛も大好きな携帯小説作家「星野ぽぷら」でもある。その正体は「プラチナムX」のナルシスト・ダースアンバー。
気弱な男の娘タイプで、白愛は「守ってあげたい」と思っているが、ホワイトスワンには「女男」「紅一点のつもりでいるんじゃないわよ」と罵倒されている。
虹野悠緋（ゆうひ）＝ダーススカー
虹野家の五男。白愛に対して甘えた態度を取る。その正体は「プラチナムX」の天才頭脳・ダーススカー。
玉輝玲音（たまき れおん）＝シャイニーレオ
隣町の変身ヒーロー。ホワイトスワンの正体を知っており、白愛に対して「プラチナムX」に対する共同戦線を張ることを口実に接近しようとする。
美夜川七音（みやがわ ななお）
白愛の親友。通称「ナオちゃん」。
レッドスカーレット
白愛の母。先代の正義プリンセス。交際男性との子を妊娠したのを機に結婚・引退する。現役の時は働きながら白愛を育て、更に変身ヒロインをやっていた。
ダースプラチナ
「プラチナムX」の大首領にして、白愛の母の再婚相手。五人兄弟の父親で白愛にとっては養父にあたる。現在、新妻と新婚旅行中。妻と互いに仮面を付けたままいちゃいちゃするシーンがあり、互いの正体を知っている模様。

## 単行本
- 『虹野さん家のホワイトスワン』《角川書店・角川コミックスエース》 既刊1巻
  1. 2012年9月10日発行 ISBN 978-4-04-120421-4